# Koszmosz–433
A Koszmosz–433 (oroszul: Космос 433) Koszmosz műhold, a szovjet orbitális pályájú csapásmérő rendszer részére fejlesztett rakétarendszer és fejrészének tesztrepülése. Katonai tesztműhold, a szovjet interkontinentális ballisztikus rakétarendszer – Fractional Orbital Bombardment System (FOBS) – része.

## Küldetés
A hidegháborús időszak 1960-as éveinek meglepetésszerű ellencsapásának egyik eszköze, a világűrből történő atomeszköz (bomba) fenyegetés. A rendszer hordozórakétája az R–36 (NATO-kódja: SS–9 Scarp;  GRAU-kódja: 8K67). Az űreszközt egy 5000 kilogrammos fej (8F021) hordozására építették, meghatározott cél megsemmisítésére. A visszatérő egységből indult célja irányába a bomba. 1965-1966 között a Bajkonuri űrrepülőtér  alkalmazásával végezték a gyakorlati teszteket. A rendszer 1971-ig volt alkalmazásban, 1972-ben a SALT–1 megállapodást követően leszerelésre került. Az ENSZ 1966. december 19-i világűregyezménye – III. és IV. cikkelye megtiltja a katonai eszközök és tömegpusztító fegyverek világűrbe juttatását. Ezért az amerikai és a szovjet katonai szervek csak a hordozóeszközöket és az elrettentő (tömegpusztító) eszközök vezérlési technológiáját fejlesztette.
A műhold feladata, hogy elősegítse az optikai és a radarfelderítő-rendszer kalibrálását, felderítési, elfogási műveletek gyakorlását. Tesztelni a világűrből történő orbitális harci rész visszatérését a kijelölt célra.

## Jellemzői
A rakétákat az ukrajnai Juzsnoje Tervezőiroda (ma: Pivdenne Tervezőiroda) fejlesztette, gyártották Dnyipropetrovszkban (oroszul: Днепропетровск), Ukrajna OKB–586 a Déli Gépgyár (Juzsmas). Üzemeltette a Védelmi Minisztérium (oroszul: Министерство обороны – МО).
Megnevezései: Koszmosz–433; COSPAR: 1971-068A. Kódszáma: 5402.
1971. augusztus 8-án a Bajkonuri űrrepülőtér indítóállomásról egy R–36 hordozórakétával (8K67) juttatták alacsony Föld körüli pályára (LEO = Low-Earth Orbit). Az orbitális egység alappályája 87,3 perces, 49,6 fokos hajlásszögű, elliptikus pálya perigeuma 127 kilométer, apogeuma 162 kilométer volt. Tömege 900 kilogramm. A sorozat felépítését, szerkezetét, alapvető fedélzeti rendszereit tekintve egységesített, szabványosított űreszköz. Áramforrása kémiai akkumulátorok, szolgálati élettartama 12 nap.
1971. augusztus 9-én 1 napos szolgálat után, földi parancsra belépett a légkörbe. A visszatérő egység a légkörben megsemmisült, a levált tesztbomba a cél közelében becsapódott.